# Steve Tshwete (gmina)
Steve Tshwete – gmina w Republice Południowej Afryki, w prowincji Mpumalanga, w dystrykcie Nkangala. Siedzibą administracyjną gminy jest Middelburg.